# بوبكر أنشاد
بوبكر أنشاد هو مغني وشاعر من شعراء ورواد الأغنية الأمازيغية في منطقة سوس.

## نشأته ومساره الفني
تاريخ ميلاد بوبكر أنشاد مجهول من خلال المصادر ويرجح أن يكون ميلاده في أواخر القرن التاسع عشر. وينحدر من أسرة استقرت في قرية إنشادن بشتوكة أيت باها والتي ازداد فيها.
نشأ يتيما منذ أن كان عمره 12 عاما. اشتغل أجيرا في رعي الغنم وقضى معظم طفولته في الرعي في غابات أركان. انضم بعدها إلى مجموعة من الفنانين في زيارة إلى الصويرة ومراكش وهناك بدأ عروضه الفنية من خلال ساحة جامع الفناء. عاد إلى ماسة ليتعلم فن أحواش وبعد لقاء الحاج بلعيد قرر أن يؤسس مجموعته الفنية التي تضم كل من الرايس موح كوكلو والرايس لحسين لباشا. قام بتسجيل أول أغنية في مدينة الدار البيضاء سنة 1931 ومرة أخرى في بداية الأربعينيات.

## أعماله
ترك العديد من الأشعار بتشلحيت والتي أعاد إحياءها كل من عبد العزيز الشامخ وعبد الهادي إكوت من خلال مجموعة إزنزارن و أودادن. وله مجموع من الأغاني من أهمها:
- أهواوي
- أمحدار
- تايري
- دونيت تزري
- أوداد
- أرطال
- إيربي العالم
- أتاي

## وفاته
توفي بوبكر أنشاد في أواخر الأربعينيات من القرن العشرين.

## تكريمه
قامت جماعة بلفاع بإطلاق اسم الرايس بوبكر أنشاد على مركبها الجماعي الثقافي كتكريم له على أعماله الفنية.

## روابط خارجية
- كتاب بالفرنسية عن الشعراء الأمازيغ
- بوبكر أنشاد على موقع إموريك بالفرنسية